# Diphetor hageni
Diphetor hageni är en dagsländeart som först beskrevs av Eaton 1885.  Diphetor hageni ingår i släktet Diphetor och familjen ådagsländor. Inga underarter finns listade i Catalogue of Life.